# Província de Quảng Bình
La província de Quảng Bình forma part de la regió de Bac Trung Bo dins Vietnam. S'hi pot trobar el parc natural de Phong Nha – Kẻ Bàng.
- Superfície: 8.051,8 km²
- Població: 831.600 hab.
- Densitat: 103 hab./km²

## Vegeu també

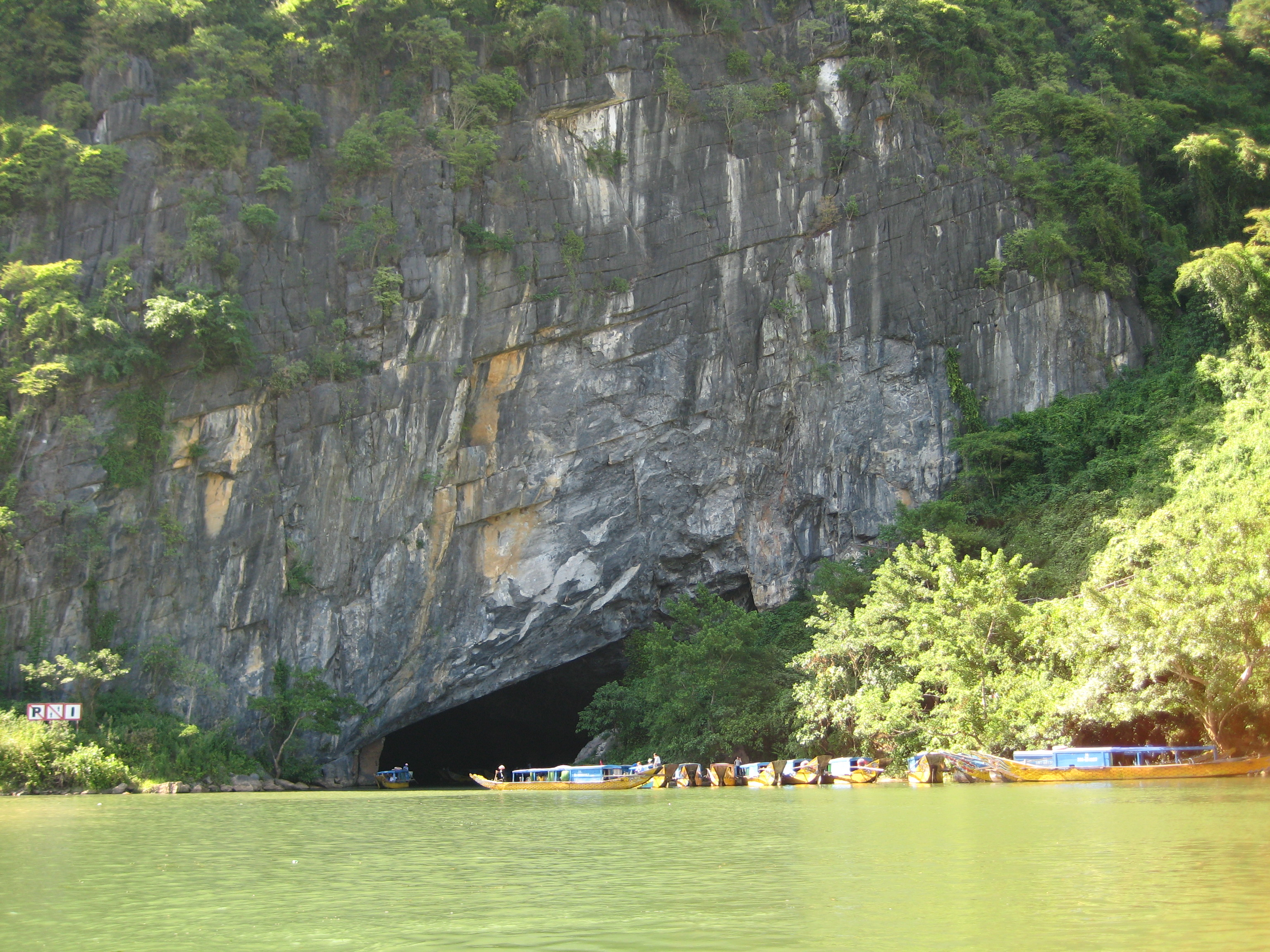
Phong Nha – Kẻ Bàng.